# 下托尔德
下托尔德，是匈牙利诺格拉德州所辖的一个村。总面积7.86平方公里，总人口252，人口密度32.1人/平方公里（2011年1月1日）。